# .to
.to — национальный домен верхнего уровня для государства Тонга.
Правительство государства Тонга продаёт домены второго уровня всем желающим, так как частица «to» в английском языке представляет собой предлог. Именно этот факт принёс популярность домену, потому что позволяет создавать омонимичные домены, наподобие сайта программиста Даниэля Бернштейна http://cr.yp.to или шведской группы Refused page.to/come.to. Также часто домен используется BitTorrent сайтами, например, чешским uloz.to (в переводе с чешского звучит как «сохрани.это»).
Домен .to управляется Tonga Network Information Center (Tonic).
Канадский город Торонто иногда называют кратко «То». Очевидно, что зона .to привлекательна для использования компаниями малого и среднего бизнеса в Торонто.
Так как домены в зоне .to платные, все стандартные DNS-операции доступны, и зарегистрированные сайты не нагружены рекламными баннерами регистратора. Тем не менее некоторые домены являются бесплатными, например .edu.to, которые используются только для образовательных учреждений Тонга. Правда, и предприятия Тонга могут быть зарегистрированы в бесплатном домене.
.to — один из немногих национальных доменов, которые официально не поддерживают синхронизацию с общественной базой данных WHOIS, содержащей информацию о регистрации.